# فالتر يونغهانز
والتر يوهانز (بالألمانية: Walter Junghans)، من مواليد 26 أكتوبر 1958 ، لاعب كرة قدم ألماني سابق.
لم يلعب مع المنتخب الألماني الوطني لكرة القدم ولكن شارك على مقاعد الاحتياط.

## روابط خارجية
- فالتر يونغهانز على موقع قاعدة بيانات كرة القدم.إي يو (الإنجليزية)
- فالتر يونغهانز على موقع بيانات كرة القدم. دي إي (الألمانية)
- فالتر يونغهانز على موقع عالم كرة القدم.نت (الإنجليزية)
- فالتر يونغهانز على موقع كووورة
- فالتر يونغهانز على موقع أوليمبيديا (الإنجليزية)